# Оркид (Флорида)
Оркид (англ. Orchid) — небольшой город (таун), расположенный в округе Индиан-Ривер (штат Флорида, США) с населением в 140 человек по статистическим данным переписи 2000 года.

## География
По данным Бюро переписи населения США Оркид имеет общую площадь в 4,66 квадратных километров, из которых 3,11 кв. километров занимает земля и 1,55 кв. километров — вода. Площадь водных ресурсов города составляет 33,26 % от всей его площади.
Оркид расположен на высоте уровня моря.

## Демография
По данным переписи населения 2000 года в Оркидe проживало 140 человек, 64 семьи, насчитывалось 69 домашних хозяйств и 139 жилых домов. Средняя плотность населения составляла около 30,04 человек на один квадратный километр. Расовый состав населённого пункта распределился следующим образом: 100,00 % белых, Испаноговорящие составили 0,71 % от всех жителей.
Из 69 домашних хозяйств в 7,2 % воспитывали детей в возрасте до 18 лет, 92,8 % представляли собой совместно проживающие супружеские пары, в семей женщины проживали без мужей, 7,2 % не имели семей. 7,2 % от общего числа семей на момент переписи жили самостоятельно, при этом среди жителей в возрасте 65 лет отсутствовали одиночки. Средний размер домашнего хозяйства составил 2,03 человек, а средний размер семьи — 2,11 человек.
Население города по возрастному диапазону по данным переписи 2000 года распределилось следующим образом: 4,3 % — жители младше 18 лет, 0,7 % — между 18 и 24 годами, 4,3 % — от 25 до 44 лет, 58,6 % — от 45 до 64 лет и 32,1 % — в возрасте 65 лет и старше. Средний возраст жителей составил 61 год. На каждые 100 женщин в Оркидe приходилось 100,0 мужчин, при этом на каждые сто женщин 18 лет и старше приходилось 97,1 мужчин также старше 18 лет.
Средний доход на одно домашнее хозяйство составил 200 000 долларов США, а средний доход на одну семью — эту же величину. При этом мужчины имели средний доход в 100 000 долларов США в год против 36 250 долларов среднегодового дохода у женщин. Доход на душу населения составил 200 000 долларов в год. Все семьи имели доход, превышающий уровень бедности.